# Роботы-убийцы
«Роботы-убийцы» (англ. Chopping Mall, изначально англ. Killbots) — американский научно-фантастический комедийный фильм ужасов, 1986 года, режиссёра Джима Уайнорски.
Кинокартина рассказывает о трёх роботах, обеспечивающих безопасность в торговом центре, которые выходят из под контроля и убивают подростков после наступления темноты. Несмотря на то, что фильм не был коммерческим успешным и не получил высоких отзывов, фильм получил статус культового после выпуска.

## Сюжет
В торговом центре вводят новые технологии безопасности. Теперь обычных охранников будут заменять три робота, по одному на каждый этаж. В обязанность этих роботов входит только поимка воришек. Отличить воров от персонала они могут по специальной карточке — удостоверению работника магазина. В первый же день дежурства роботов, подростки, которые подрабатывали в универмаге, решили остаться после работы и повеселиться. Но электронная начинка роботов даёт сбой, и они начинают свою кровавую охоту.

## В ролях
- Келли Маруни — Элисон Паркс
- Тони О’Делл — Ферди Мейсель
- Рассел Тодд — Рик Стэнтон
- Карри Эмерсон — Линда Стэнтон
- Барбара Крэмптон — Сьюзи Линн
- Ник Сигал — Грег Уильямс
- Джон Терлески — Майк Бреннан
- Сьюзи Слейтер — Лесли Тодд
- Пол Бартел — Пол Блэнд
- Мэри Воронов — Мэри Блэнд
- Анджела Эймс — мисс Вандерс
- Дик Миллер — Уолтер Пейсли
- Пол Куфос — доктор Стен Саймон
- Артур Робертс — мистер Тодд
- Геррит Грэм — техник Несслер
- Лоуренс Гай — доктор Каррингтон
- Тони Неаполь — купающаяся красавица
- Мел Уэллс — повар
- Джим Уайнорски (голос) — роботы
- Родни Истман — магазинный вор

## Производство

### Сценарий
Джули Корман заключила сделку с Vestron Pictures на создание фильма ужасов, события которого разворачивались бы в торговом центре. Джим Уайнорски согласился за небольшую цену написать сценарий, если его назначили бы режёиссёром.
Уайнорски написал сценарий со Стивом Митчеллом, которого он знал с 1970-х годов, когда они встречались на конвенциях EC Comics и стали друзьями. Они решили сделать фильм по типу «призрак торгового центра». Уайнорски рассказал, что его вдохновил фильм «Гог» (1954). При этом он утверждал, что никогда не видел телевизионный фильм «В западне» (1973), который, как полагали некоторые, вдохновил его на создание фильма.
Митчелл говорит, что они набросали историю за 24 часа и отправили её Джули Корман. Vestron дали одобрение в течение недели, несмотря на отсутствие сценария. Написание сценария заняло около четырёх или пяти недель.
Уайнорски говорит, что Роджер Корман «поддержал с самого начала и ему понравилась идея».

### Кастинг
Уайнорски рассказал, что взял в фильм Келли Маруни, потому что «видела Келли в нескольких картинах и хотел встретиться с ней. Поэтому решил, что единственный способ добиться этого — снять её в кино». Она заменила Дану Киммелл, которая сыграла свою роль в фильме «Одинокий волк Маккуэйд», так как «Дана не хотела делать что-то сексуальное в кадре», — рассказал Митчелл в интервью. Поэтому вскоре Джим сказал заменить на Келли. Кэрри Эмерсон также заменила кого-то.
Сценарий был полон шуток, написанных персонажами из фильмов «Бадья крови» и «Поедая Рауля». Сценаристы получили актёров из соответствующих фильмов: Дика Миллера, Мэри Воронов и Пола Бартела.
«Роботы-убийцы» также выступил в качестве дебютного фильма для Родни Истмена, который впоследствии снялся в фильме «Кошмар на улице Вязов 3: Воины сна» и «Кошмар на улице Вязов 4: Повелитель сна».

### Съёмки
Уайнорски говорит, что Роджер Корман пригласил его на ланч, прежде чем снимать фильм. Он купил жёлтый блокнот, «и после обеда он сказал, что это то, что ты должен сделать. Все, что я узнал в киношколе, не считалось, но то, что он сказал, имело большой смысл и у меня до сих пор есть этот жёлтый блокнот, и я живу этим».
Фильм был написан для съёмок в торговом центре Беверли, но они попросили слишком много денег, поэтому фильм снимался в основном в галерее Шерман-Оукс, где снимались «Весёлые времена в школе Риджмонт» и «Коммандо». Торговый центр Беверли был использован для съёмки некоторых экстерьеров.
По оценкам Митчелла, съемки в Шерман-Оукс заняли 20 дней, а в студиях Кормана — 2 дня.

### Альтернативные версии
Существуют как минимум две разные версии фильма. В телевизионной версии есть дополнительные кадры, включающие в себя небольшую дань уважения «Атаке крабов-монстров», расширенные сцены с Ферди и Эллисон, смотрящих телевизор и другие.

## Ремейк
В ноябре 2011 года Dry County Entertainment приобрела права на фильм и планировала снять ремейк со сверхъестественным уклоном. Написать сценарий к фильму и спродюсировать его должен был Кевин Бокарде, а выступить в роли режиссёра — Роберт Холл. По состоянию на февраль 2020 года никаких известий по этому поводу больше не было.